# Paseo Marítimo Carmen de Burgos
El Paseo Marítimo Carmen de Burgos, anteriormente conocido como Paseo Marítimo Ciudad Luminosa o Paseo Marítimo de Almería, es un paseo marítimo que bordea la costa de la ciudad española de Almería cuya construcción comenzó en 1982, siendo terminado para 1986. Discurre paralelo a las playas de San Miguel, Zapillo, la Térmica y Nueva Almería, en dirección noroeste-sureste.

## Historia
Este paseo marítimo fue comenzado en 1982 por encargo del Ministerio de Obras Públicas. Previamente, la playa estaba a pie de los edificios que hoy bordean el paseo. La construcción de esta área de esparcimiento llevó consigo el establecimiento de numerosos comercios de restauración y ocio, que dan servicio tanto a los locales como a los visitantes, aunque algunos de los más famosos ya estaban en el lugar años antes de haber siquiera un proyecto. También han proliferado desde comienzos del milenio los puestos top manta a lo largo de su recorrido, aunque esta actividad ha ido decayendo en favor de la organización de mercadillos totalmente legales. Los puestos controlados de venta de cualquier tipo que se encuentren en el paseo marítimo son sacados a subasta por el mismo ayuntamiento cada año.
No fue hasta 2008 cuando se realizó la instalación de las fuentes de agua. Hasta el año 2011 se conocía como Paseo Marítimo Ciudad Luminosa, pero a partir de comienzos de dicho año pasó a llamarse Paseo Marítimo Carmen de Burgos, en honor a la afamada escritora de la ciudad. En 2018 se instalaron varias esculturas del autor Manuel Domínguez, conocidas como El Acróbata y La Tumbona, aunque con opiniones dispares entre la población.

### Ampliación
Se están llevando a cabo obras para alargar el paseo marítimo con el fin de enlazarlo con el ya existente Paseo de Ribera, para lo que fue necesaria la expropiación de varias viviendas que incumplían la normativa de costas. Para la consecución del proyecto, fue necesaria la construcción de un puente sobre la desembocadura del río Andarax. La primera fase fue completada para verano de 2013. Se dio luz verde a la segunda fase en junio de 2017, incluyendo la recuperación ambiental del delta del río Andarax, actualmente en muy mal estado, aunque las obras no empezaron hasta julio de 2018. La empresa encargada, CLM Infraestructuras, abandonó las obras en enero de 2019, por lo que se adjudicaron a la empresa pública Tragsa, elevando el presupuesto de 1,53 a 2,2 millones de euros.